# 黃國華 (明朝)
黃國華（1527年—1574年），字良實，號朴菴，江西南昌府豐城縣人，民籍，明朝政治人物。

## 生平
嘉靖二十八年（1549年）己酉科江西鄉試第十五名舉人。嘉靖三十八年（1559年）中式己未科會試第六名，三甲第五十三名進士。初授长垣县知县，擢刑部主事，升刑部署郎中，四十四年十一月往河南恤刑，次年升淮安府知府。隆慶二年（1568年）改任四川龍安府，当时府城新设，赋税繁重，国华惟务节省，以宽民力，裁革殆尽。万历初，入觐卒于京。卒之前一日，犹议陈地方利病，其尽心民事如此，讣闻，士民祠祀之。

## 家族
曾祖黃琥，布政司左參政進階嘉議大夫；祖父黃懃，壽官；父黃本清，母李氏；繼母任氏。永感下。兄黄国用，监察御史。弟國俊、國彦。